# Apremont (Vendée)
Apremont település Franciaországban, Vendée megyében. Lakosainak száma 2028 fő (2022. január 1.). Apremont Saint-Christophe-du-Ligneron, Aizenay, Coëx, Commequiers és Maché községekkel határos.

## Népesség
A település népességének változása:
| Lakosok száma | 1728 | 1784 | 1819 | 1814 | 1833 | 1854 | 1867 | 1948 | 2028 |
|               | 2013 | 2015 | 2016 | 2017 | 2018 | 2019 | 2020 | 2021 | 2022 |